# 언어 창작자
언어 창작자(言語創作者 Conlanger)는 인공어를 창작하는 사람을 의미하는 말이다. 영어의 ‘conlanger’를 그대로 써서 컨랭어라고 쓰기도 한다. 가장 널리 잘 알려진 언어창작자는 소설가 J. R. R. 톨킨과 에스페란토의 창시자 라자로 루드비코 자멘호프이다. 언어창작을 직업으로 하는 매우 드문 사람 중에 잘 알려진 사람은 맥 오클란드이다.

## 전문적 언어 창작자
직업 언어 창작자
- 맥 오클란드
- William Fulco 목사
- Herman Miller

## 출판물이 나온국제 보조어창작자
국제 보조어 창작자란 널리 쉬운 의사소통을 목적으로 언어를 만드는 사람을 말한다.
- 루이 드 보프롱
- James Cooke Brown
- 루이 쿠튀라(Louis Couturat)
- Alexander Gode
- Otto Jespersen
- Charles Kay Ogden
- 주세페 페아노
- Kenneth L. Pike
- Waldemar Rosenberger
- Johann Martin Schleyer
- Kenneth Searight
- Edgar de Wahl
- 라자로 루드비코 자멘호프

## 출판물이 나온 예술어 창작자
책이나 영화 등에 나오는 가상 세계의 배경이 되는 언어를 만든이의 목록이다..
- Richard Adams
- Anthony Burgess
- Samuel Delany
- Diane Duane
- Suzette Haden Elgin
- Václav Havel
- Frank Herbert
- Hergé
- 어슐러 르 귄
- Barry B. Longyear
- 모리오카 히로유키
- 조지 오웰
- 존 로널드 루엘 톨킨
- Christian Vander
- Marion Zimmer Bradley

## 같이 보기
- 인공어
- 인공 문자